# Radnice v Roudnici nad Labem
Radnice v Roudnici nad Labem v okrese Litoměřice v Ústeckém kraji je zapsaná jako kulturní památka v Ústředním seznamu nemovitých kulturních památek. Novorenesanční budova radnice, která se nachází v centru města na Karlově náměstí, je součástí městské památkové zóny Roudnice nad Labem, vyhlášené 10. září 1992. 

## Historie

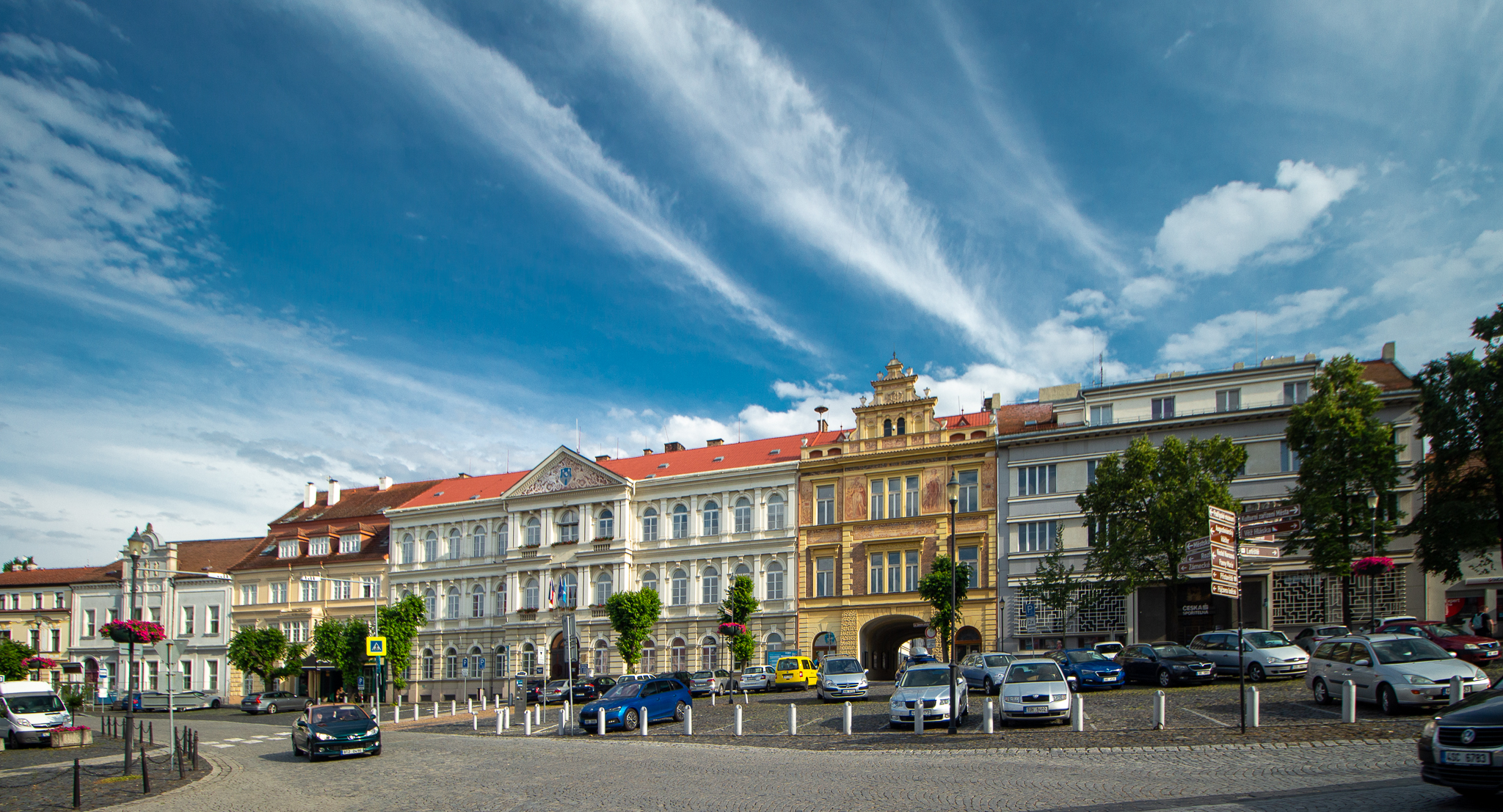
Jižní strana náměstí s domy čp. 20, čp. 21 (radnice) a čp. 22 (spořitelna)

Původní renesanční radnice se nacházela na roudnickém náměstí již v 16. století v místech, kde stojí dům čp. 19, v němž od roku 1947 sídlí městská knihovna (nejdříve pod názvem „Špindlerova veřejná knihovna“, později „Okresní lidová knihovna v Roudnici nad Labem“ a nakonec „Knihovna Ervína Špindlera“).Honosná renesanční stavba byla silně poničena během třicetileté války a teprve až z popudu knížete Václava Eusebia Popela z Lobkovic byla radnice v roce 1654 opravena spolu s dalšími budovami ve městě. Stará radnice pak sloužila svému účelu až do roku 1869, kdy byla po výstavbě nové radnice zbořena.
Nová budova radnice byla vybudována v roce 1869 na roudnickém náměstí podle projektu Václava Kuželovského na místě dvou starších, původně středověkých domů, které se nacházely několik desítek metrů západněji od původní radnice. V letech 1899–1900 byla tato reprezentativní budova ještě doplněna o vedlejší přístavbu s ozdobně provedenou fasádou podle návrhu Aloise Samohrda. Stavbu provedl Jan Brodský z Roudnice, který radnici zároveň rozšířil o 2. patro. Na fasádě této přístavby jsou fresky s alegorickými postavami, symbolizujícími „Samosprávu vlasti“ a „Spravedlnost“, které jsou dílem L. Nováka. Ve 20. letech 20. století byl objekt radnice modernizován, mimo jiné byla upravena zasedací síň podle návrhu Karla Rozuma.

## Popis
Budova radnice z roku 1869 se nachází uprostřed jižní strany roudnického náměstí. Jedná se o zděný trojkřídlý dvoupatrový objekt se sedlovou střechou a s vnitřním dvorem.

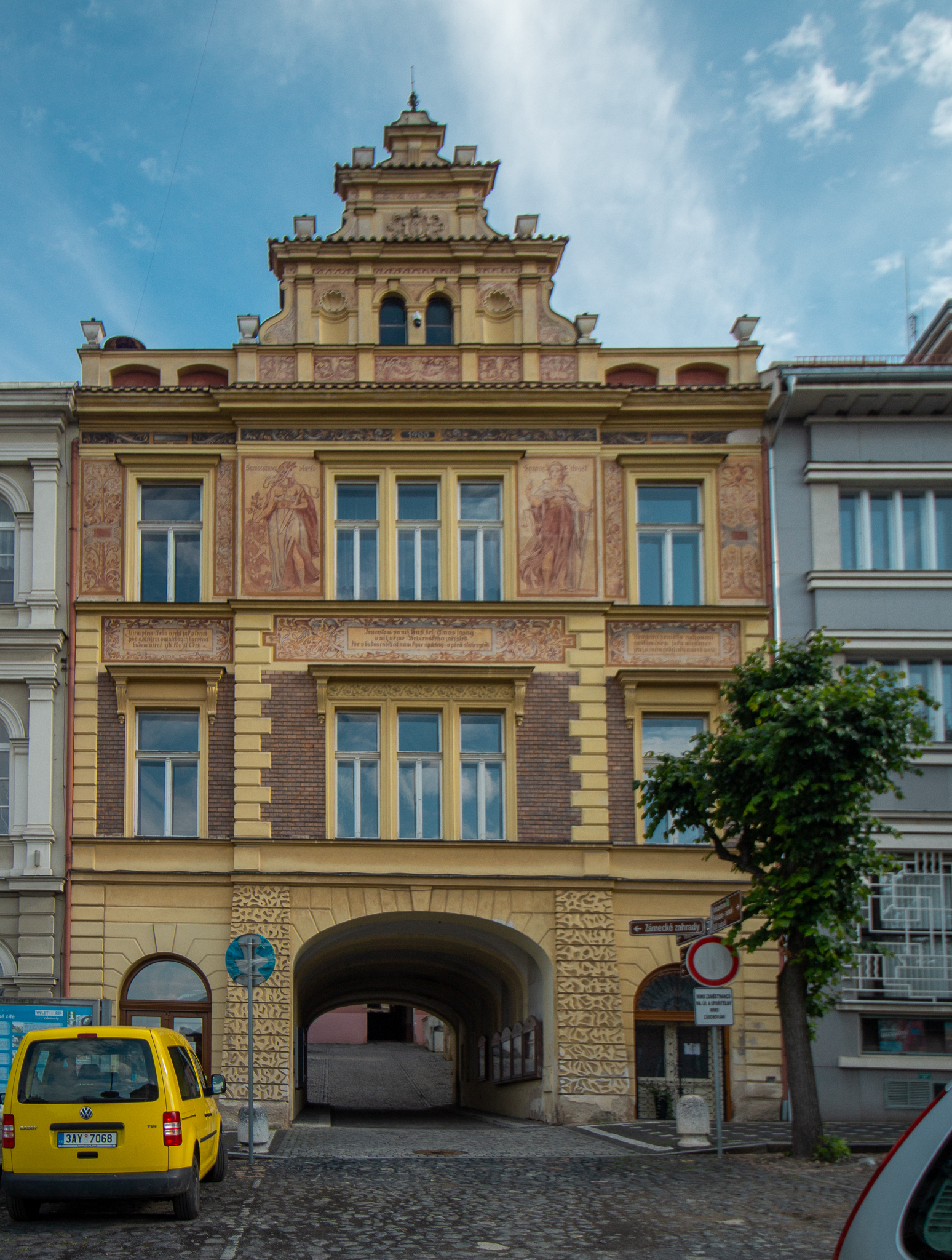
Přístavba radnice z roku 1900

Na fasádě, obrácené do náměstí, je třináct okenních os. V přízemí je průčelí opatřeno rustikou. Z prostřední části budovy vystupuje tříosý rizalit, v jehož centrální části je půlkruhově zaklenutý portál, kterým se vstupuje do vnitřního průjezdu.
Okna v přízemí i v patrech, vizuálně oddělených římsami, jsou zakončena půlkruhovými oblouky, v nichž jsou umístěny klenáky. V prvním a druhém patře ve střední části budovy jsou malé balkónky, opatřené balustrádou. Rizalit je nahoře zakončen trojúhelníkovým štítem se znakem města a se štukovou výzdobou. Podobný tříosý rizalit, avšak v méně ozdobném provedení, se nachází i na jižní straně budovy, obrácené do dvora.
V průjezdu do dvora i ve dalších vnitřních chodbách je křížová klenba a klenební pásy. Do patra vede pár dvoukřídlých schodišť s podestami, schodiště jsou uzavřena kazetovým stropem. Budova radnice je podsklepená.
Skrz část, přistavěnou v letech 1899–1900, vede průjezd mezi budovami čp. 21 a čp. 22, který dále pokračuje jako částečně krytý průchod až do Riegrovy ulice.
Sousední dům čp. 22 je rovněž památkově chráněným objektem. Jedná se o třípodlažní funkcionalistickou budovu spořitelny, postavenou v letech 1929–1930 podle návrhu Milana Babušky, významného českého architekta první poloviny 20. století.
Také dům čp. 20, který přiléhá k radnici z druhé, východní strany, je významnou kulturní památkou. Jedná se o jeden z nejstarších roudnických domů, který byl vybudován již ve 14. století a o dvě století později patřil k nejvýstavnějším budovám ve městě. Stavba s gotickými a barokními základy byla po požárech a četných přestavbách upravená v neorenesančním stylu. Fasádu domu zdobí v prvním patře arkýř, nesený dvojicí sloupů. V průjezdu jsou křížové klenby a v dalších prostorách v přízemí se zachovaly valené klenby s lunetami. Tento dvoupatrový dům, v 21. století sloužící jako hotel, v sousedství radnice vhodně doplňuje urbanistickou strukturu roudnického náměstí.